# 比爾·奈伊
威廉·法蘭西斯·「比爾」·奈伊（英語：William Francis "Bill" Nighy，1949年12月12日—），英國男演員，曾獲英國電影學院獎最佳男配角、英國電影學院獎電視類最佳男主角獎。以演舞台劇和電視劇而著名，1981年首次涉足電影。最為英國以外觀眾熟悉的電影包括《真的戀愛了》、《神鬼奇航2：加勒比海盜》、《笑死人凶間》和《倫敦生之慾》，其中最前者獲提名英國電影學院獎最佳男配角，最後者則令他首次入圍奥斯卡最佳男主角奖、英國電影學院獎最佳男主角、美国演员工会奖最佳男主角及金球奖剧情类电影最佳男主角。

## 早年生活
比爾·奈伊出生於英格蘭舒梨郡的嘉特林鎮，兄長馬田、姊姊安娜。父親亞弗列德·馬田·奈伊是經營維修車房的汽車維修技工、母親嘉芙蓮·約瑟芬·韋狄加是一名精神病科護士。奈伊中學時期於倫敦佩利的約翰費切爾中學就讀，隨後入讀繳福特演藝學校。

## 事業
比爾·奈伊當演員的首兩年，在利物浦的愛弗利民劇院演出舞台劇。1977年3月4日，當他於皇家國家劇院作他個人的倫敦舞台首演時，剛好是該劇院的開幕日，上演的是《光明會》這齣舞台劇。奈伊隨後在該劇院演出另外兩套大衛·喜亞舞台劇。他曾替多套電台播音劇作領函演出，包括《銀河便車指南》、電影魔戒1981年英國廣播公司電台播音劇版本、和多集《首相你想點》電視劇的電台播音劇版本。他曾飾演的電視劇，包括《男士洗手間》、《茶餐廳女子》、《時勢》和《再見，必特》等。他曾飾演的舞台劇包括世外桃源。
奈伊於2004年,曾被英國廣播公司科幻電視節目《異世奇人》的監製與編劇垂青，邀請他擔當男主角的角色。但經他詳細考慮過後，還是決定婉拒。有趣的是，起初《異世奇人》雜誌的編輯，曾經告知記者，《異世奇人》監製與編劇的男主角第一人選，是比爾·奈伊。但當基斯杜化·艾克斯頓幾星期後接納了當男主角後，編劇拉塞爾·T·戴維斯竟然告知外界，艾確斯頓才是他們一向以來的首選。
2005年, 奈伊主演英國廣播公司電台科幻喜劇廣播劇《銀河便車指南》電影版中一位設計海岸線的外星人Slartibartfast。同年他亦飾演英國廣播公司電視第一台喜劇劇情片《茶餐廳女子》中的男主角。
國際上，奈伊較為人熟悉的電影，分別是2006年《加勒比海盜：決戰魔盜王》和2007年《加勒比海盜：魔盜王終極之戰》。片中他飾演反派戴維·瓊斯。

## 家庭
奈伊的前女友是英國演員戴安娜·曲域克，兩人的女兒瑪利·奈伊是英國演員兼導演。奈伊支持的足球隊是水晶宮足球會，亦是其附屬殘障兒童會的贊助人。他雙手的尾指因遺傳的關係，是不能夠伸直的。奈伊於沙福郡居所的鄰居是著名編劇理察·寇蒂斯。

## 舞台劇
奈伊曾經飾演的舞台劇不下二十套，包括1975年的《光明會》、1986年的莎士比亞名劇《李爾王》、1993年的世外桃源(以世外桃源為題材)和1985年的《真理報》等多套大衛·喜亞的製作。

## 影視作品[1]
- 《儍豹的詛咒》 (Curse of the Pink Panther) (1983)
- 《小女鼓手》 (The Little Drummer Girl) (1984)
- 《歌劇魅影》 (The Phantom of the Opera: The Motion Picture) (1989)
- 《再見，必特》 (Auf Wiedersehen, Pet，2002) (電視)
- 《妖夜尋狼》（Underworld）
- 《時勢》 (State of Play) (2003) (電視)
- 《真爱至上》 (Love Actually) (2003)
- 《笑死人凶間》 (Shaun of the Dead) (2004)
- 《凶氣球》 (Enduring Love) (2004)
- 《茶餐廳女子》 (Girl in the Cafe) (2005) (電視)
- 《星際快閃黨》 (銀河便車指南電影版) (The Hitchhiker's Guide to the Galaxy) (2005)
- 《無國界追兇》 (The Constant Gardener) (2005)
- 《妖夜尋狼之魔間叛徒》 (Underworld: Evolution) (2006)
- 《加勒比海盜2》 (Pirates of the Caribbean: Dead Man's Chest) (2006)
- 《鼠國流浪記》 (Flushed Away) (2006) (voice)
- 《醜聞筆記》 (Notes On a Scandal) (2006)
- 《旋風特務》 (Stormbreaker) (2006)
- 《終棘警探》 (Hot Fuzz) (2007)
- 《加勒比海盜3：世界的盡頭》 (Pirates of the Caribbean: At World's End ) (2007)
- 《華爾基利暗殺行動》 (Valkyrie， 2009)
- 《海盗电台》 (The Boat That Rocked) (2009)
- 《妖夜尋狼前傳之狼神誕生》（Underworld: The Rise of the Lycans）
- 《哈利波特—死神的聖物 (電影)》（Potter and the Deathly Hallows）
- 《狂野標靶》（Wild Target）(2010)
- 《飆風雷哥》(Rango)(2011)
- 《第八頁》（2011，BBC電視電影）
- 《怒戰天神》（WRATH OF THE TITANS）(2012)
- 《金盞花大酒店》（The Best Exotic Marigold Hotel）(2012)
- 《傑克：巨人戰紀》（Jack the Giant Slayer）(2013)
- 《真愛每一天》 (About Time) (2013)
- 《科學怪人：屠魔大戰》（I, Frankenstein）(2014)
- 《強尼之危機四伏》（2014，BBC《第八頁》系列電視電影，主場景在特克斯和凯科斯群岛）
- （2014，BBC《第八頁》系列電視電影，主場景在歐洲）
- 《金盞花大酒店2》（The Second Best Exotic Marigold Hotel）(2015)
- 街角的書店（2017）
- 《太空狗与涡轮猫》（StarDog and TurboCat）(2019)
- 《POKÉMON 名偵探皮卡丘》（POKÉMON Detective Pikachu）(2019)
- 《艾瑪。》(2020)
- 《海邊走走》(2020)
- 《生之欲》(2022)

## 註腳
1. 1 2 3 4 5 6 7 8 9  生平 （页面存档备份，存于） - 比爾·奈伊官方網頁, 2008年8月1日 索取 (英文)
2. ↑  . 《獨立報》.   [2008-08-01]. （原始内容存档于2007-10-01）.
3. ↑  . 《每日電訊報》.   [2008-08-01]. （原始内容存档于2013-05-05）.
4. ↑  奈伊為異世奇人大熱? （页面存档备份，存于） - 英國廣播公司 2003年10月6日, 2008年8月4日 索取 (英文)
5. ↑  Roberts, Laura. . Daily Mail. 25 August 2008  [2015-10-17]. （原始内容存档于2016-03-03） （英语）.
6. ↑  水晶宮足球會殘障兒童會 的存檔，存档日期2008-09-05. - 水晶宮足球會, 2008年8月1日 索取 (英文)

## 外部連結
- 比爾·奈伊在互联网电影资料库（IMDb）上的資料（英文）
- 絲綢聲音圖書 （页面存档备份，存于）
- 仍然瘋狂 （页面存档备份，存于） - 比爾·奈伊非官方網頁
- 比爾·奈伊訪問 （页面存档备份，存于）
- 比爾·奈伊談加勒比海盜2